# Ананас
Ананасът (Ananas) е род тревисти растения от семейство Бромелиеви (Bromeliaceae).

## Разпространение
Родът произхожда от Южна Америка.
Известни са над 15 вида ананас, като някои от тях имат допълнителни кръстоски от 5 – 6 варианта. Предполага се, че през 1493 г. когато Христофор Колумб открива остров Гваделупа от Малките Антилски острови се превръща в първия европеец, който за първи път срязва плод на ананас. Днес ананасът се отглежда в тропически райони като Флорида, Мексико, Централна Америка, Южна Америка, Хавайските острови, Филипините, Куба и остров Реюнион.

## Описание
Цъфтежът продължава 15 – 20 дни и в резултат се образува приличащо на шишарка мощно златисто-жълто съплодие, представляващо множество завръзи. Плодът (съплодието) е едър (достига до 5 kg), сочен, със сладък вкус. Не съдържа семена. Сокът му има жълтеникав цвят, с богато съдържание на витамините А, В и С. Може да се консумира в сурово състояние след обелване на твърдата му наподобяваща люспи кора и отстраняване на централната твърда, богата на влакна част.

## Значение и използване
Съплодията на ананаса са ценен хранителен продукт. Благодарение на комплекса от биологично активни вещества плодът притежава полезни свойства: стимулира храносмилането, хигиенизира червата, намалява вискозитета на кръвта. По-голямата част от реколтата се консумира в преработено състояние – под формата на консерви (най-вече компоти и сокове).
Обаче трябва да се има предвид, че суровият, особено не добре узрелият ананас съдържа значителни количества бромелайн и папаин, които разграждат белтъчините. По тази причина не се препоръчва употребата на ананаса при болести на храносмилателните органи. При консумация на по-голямо количество суров плод е възможно да се почувства не само пощипване на езика и устните, но и да се появят малки кървящи рани.
В листата на ананаса се съдържат многочислени здрави влакна, благодарение на което ананасът се използва и за технически цели – като влакнодайна култура.

## Класификация
- Ananas ananassoides
- Ananas arvensis, отглежда се в Бразилия
- Ananas bracteatus, отглежда се в Бразилия
  - A. b. var. albus
  - A. b. var. hondurensis
  - A. b. var. paraguariensis
  - A. b. var. rudis
  - A. b. var. striatus , отглежда се в Южна Америка
  - A. b. var. tricolor
  - A. b. var. typicus
- Ananas comosus, отглежда се в Бразилия
- Ananas erectifolius
- Ananas genesio-linesii, отглежда се в Бразилия
- Ananas guaraniticus, отглежда се в Парагвай и Аржентина
- Ananas macrodontes, отглежда се в Бразилия
- Ananas microcephalus, отглежда се в тропическите части на Америка
  - A. m. var. major, отглежда се в Южна Америка
  - A. m. var. minor, отглежда се в Южна Америка
  - A. m. var. missionensis, отглежда се в Аржентина
  - A. m. var. mondayanus , отглежда се в Южна Америка
  - A. m. var. typicus
- Ananas mordilona
- Ananas pancheanus, отглежда се в Колумбия
- Ananas parguazensis, отглежда се в Южна Америка
- Ananas pyramidalis
- Ananas sativus, отглежда се в тропическите части на Америка
  - A. s. var. hispanorum
  - A. s. var. lucidus
  - A. s. var. muricatus
  - A. s. var. sagenarius
  - A. s. var. typicus
  - A. s. var. variegatus
- Ananas strictus, отглежда се в Парагвай
- Ananas viridis

## Фотогалерия
- Насаждения с ананаси в Мексико
- Ананас от Хавайските острови
- Резени от ананас
- Сергия с ананаси на остров Реюнион